# Bungarus lividus
Espèce
Bungarus lividus est une espèce de serpents de la famille des Elapidae.

## Répartition
Cette espèce se rencontre en Inde, au Bangladesh et au Népal.

## Publication originale
- Cantor, 1839 : Spicilegium Serpentium Indicorum. part 1 Proceedings of the Zoological Society of London, vol. 1839, p. 31-34 (texte intégral).